# Arnold Vissière
Arnold-Jacques-Antoine Vissière (Párizs, 1858. augusztus 7. – Párizs, 1930. március 28.) francia diplomata, sinológus.

## Élete, munkássága
Arnold Vissière 1911-ben nevezték ki az École des langues orientales vivantes professzorává. Ezenkívül Franciaország meghatalmazott főkonzuli és miniszteri tisztét is betötötte. A Francia Nemzeti Könyvtár kínai tárgyú katalogizálását is elvégezte, valamint a kínai nyelv, francia nyelvterületen addig hivatalosan elfogadott latin betűs átírási rendszerét is javította, módosította 1901-ben. Kínai tárgyú gyűjteményét ma a Guimet Múzeum őrzi.

## Főbb művei
- Méthode de transcription française des sons chinois, adoptée par le Ministre des Affaires étrangères (Extrait du Bulletin du Comité de l'Asie Française.) Paris, 1902[1]
- Recherches sur l'origine des l'abaque chinois et sur sa dérivation des anciennes fiches à calcul, in "Bulletin de géographie historique et descriptive", Paris, 1892[2]
- Le Divorce dans le nouveau droit chinois, La Revue du Pacifique, 1923
- Le Code commercial et les chambres de commerce de la République chinoise, 1923
- Premières leçons de chinois, langue mandarine de Pékin, Imprimerie ci-devant E.J. Brill, 1909

## Fordítás
- Ez a szócikk részben vagy egészben  az   Arnold Vissière című francia Wikipédia-szócikk ezen változatának fordításán alapul.  Az eredeti cikk szerkesztőit annak laptörténete sorolja fel. Ez a jelzés csupán a megfogalmazás eredetét és a szerzői jogokat jelzi, nem szolgál a cikkben szereplő információk forrásmegjelöléseként.